# Sélectivité (chimie)
Pour les articles homonymes, voir Sélectivité.
La sélectivité d'une réaction chimique spécifie la quantité {\displaystyle n_{j}} de produit désiré formé par rapport au nombre de moles {\displaystyle n_{i}} consommées du réactif limitant. Elle indique si plusieurs réactions se produisent en parallèle, conduisant à des sous-produits non désirés, ou si la réaction menée est la seule à consommer du réactif.
Mathématiquement, la sélectivité chimique globale S s'exprime pour un produit j dans un système fermé selon la formule :
{\displaystyle S_{j/i}=\left|{\frac {\nu _{i}}{\nu _{j}}}\right|\cdot {\frac {n_{j,t}-n_{j,o}}{n_{i,o}-n_{i,t}}}}
où n est une quantité de matière (moles), et {\displaystyle \scriptstyle \nu } le coefficient stœchiométrique. Les indices o et t représentent respectivement l'état initial et un temps ultérieur donné. L'indice i fait référence au réactif limitant.
Pour un système continu, le calcul du rendement se fait en utilisant des débits molaires :
{\displaystyle S_{j/i}=\left|{\frac {\nu _{i}}{\nu _{j}}}\right|\cdot {\frac {{\dot {n}}_{j,t}-{\dot {n}}_{j,o}}{{\dot {n}}_{i,o}-{\dot {n}}_{i,t}}}}
La sélectivité d'une réaction est généralement fonction de la température, de la composition, de la pression et de bien d'autres facteurs, comme l'homogénéité de la solution. Elle doit être soigneusement modélisée afin de ne pas affecter le rendement lors de l'industrialisation ("scale-up") du procédé.
Les réactions enzymatiques sont généralement hautement sélectives, bien plus que les réactions chimiques. Une haute sélectivité présente l'avantage de considérablement faciliter les procédés de séparation en aval de la réaction.

## Sélectivité en chimie organique
En chimie organique on parle de :
- réaction chimiosélective (ou de chimiosélectivité), lorsque parmi plusieurs groupes fonctionnels d'une molécule, l'un de ces groupes réagit sélectivement.
- réaction régiosélective (ou de régiosélectivité), lorsqu'un groupe fonctionnel possède plusieurs sites réactifs, et que l'un de ces sites réagit sélectivement (exemple : addition en position 1,2 versus addition 1,4 dans une énone α,β-insaturée).
- réaction stéréosélective (ou de stéréosélectivité), lorsque plusieurs stéréoisomères sont formés durant une réaction, et que l'un de ces stéréoisomères se forme sélectivement:
  - réaction énantiosélective (ou de énantiosélectivité)
  - réaction diastéréosélective (ou de diastéréosélectivité)

## Sélectivité instantanée, sélectivité globale & rendements[1],[2]
La sélectivité globale définie ci-dessus est la forme intégrée de la sélectivité instantanée. La sélectivité instantanée est définie comme suit :
{\displaystyle s_{j/i}={\frac {\nu _{i}}{\nu _{j}}}\cdot {\frac {\mathrm {d} {\hat {n}}_{j}}{\mathrm {d} {\hat {n}}_{i}}}}
Où les quantités {\displaystyle {\hat {n}}_{j}} et {\displaystyle {\hat {n}}_{i}} sont respectivement les concentrations molaires (mol.m−3) du produit d'intérêt j et du réactif limitant i.
Par un jeu d'écriture différentielle, il est possible d'exprimer la sélectivité instantanée comme une fonction algébrique des vitesses de réactions :
{\displaystyle s_{j/i}={\frac {\nu _{i}}{\nu _{j}}}\cdot {\frac {\mathrm {d} {\hat {n}}_{j}}{\mathrm {d} {\hat {n}}_{i}}}\cdot {\frac {\mathrm {d} t}{\mathrm {d} t}}={\frac {\nu _{i}}{\nu _{j}}}\cdot {\frac {v_{j}}{v_{i}}}=f(v_{1};\dots ;v_{n})}
Où :
- {\displaystyle v_{i}} et {\displaystyle v_{j}} sont respectivement les vitesses de consommation et production des substances i et j ;
- {\displaystyle v_{1}}, {\displaystyle \dots }, {\displaystyle v_{n}} sont les vitesses de référence des réactions se produisant dans le réacteur.

La sélectivité globale, qui est la valeur moyenne de la sélectivité instantanée, est obtenue par intégration :
{\displaystyle S_{j/i}={\overline {s_{j/i}}}={\frac {\int \limits _{{\hat {n}}_{i}(0)}^{{\hat {n}}_{i}(t)}{s_{j/i}\cdot \mathrm {d} {\hat {n}}_{i}}}{\int \limits _{{\hat {n}}_{i}(0)}^{{\hat {n}}_{i}(t)}{\mathrm {d} {\hat {n}}_{i}}}}}
Dans le cas de réacteurs idéaux :
- La sélectivité instantanée est constante et est égale à la sélectivité globale pour un CSTR (état stationnaire) ;
- La sélectivité instantanée doit être intégrée pour le PFTR (état non stationnaire).

La connaissance de la sélectivité instantanée permet de déterminer la concentration de produit d'intérêt j pour un taux de conversion de réactif limitant i donné :
{\displaystyle \int \limits _{{\hat {n}}_{j}(0)}^{{\hat {n}}_{j}(t)}{\mathrm {d} {\hat {n}}_{j}}={\frac {\nu _{j}}{\nu _{i}}}\int \limits _{{\hat {n}}_{i}(0)}^{{\hat {n}}_{i}(t)}{s_{j/i}\cdot \mathrm {d} {\hat {n}}_{i}}}
La sélectivité globale permet, quant à elle, de déterminer le rendement en produit j :
{\displaystyle Y_{j}=-{\frac {\nu _{i}}{\nu _{j}}}\cdot {\frac {{\hat {n}}_{j}(t)-{\hat {n}}_{j}(0)}{{\hat {n}}_{i}(0)}}=S_{j/i}\cdot {\frac {{\hat {n}}_{i}(0)-{\hat {n}}_{i}(t)}{{\hat {n}}_{i}(0)}}=S_{j/i}\cdot x_{i}}
Où {\displaystyle x_{i}} est le taux de conversion du réactif limitant i.